# Siwuszka samotna
Siwuszka samotna (Polioptila clementsi) – gatunek małego ptaka z rodziny siwuszek (Polioptilidae). Występuje endemicznie w północno-wschodnim Peru. Jest obecnie znany wyłącznie z rezerwatu Reserva nacional Allpahuayo Mishana położonego na zachód od Iquitos. Gatunek ten jest krytycznie zagrożony. 
TaksonomiaTakson ten został naukowo opisany w roku 2005. Jest to gatunek monotypowy. Na liście ptaków świata opracowywanej we współpracy BirdLife International z autorami Handbook of the Birds of the World (5. wersja online: grudzień 2020) siwuszka samotna jest uznawana za podgatunek siwuszki ubogiej (Polioptila guianensis).
Epitet gatunkowy clementsi upamiętnia amerykańskiego ornitologa i systematyka ptaków Jamesa F. Clementsa.
MorfologiaDługość ciała 11 cm; masa ciała 5–6 g.
StatusMiędzynarodowa Unia Ochrony Przyrody (IUCN) korzysta ze wspomnianej wyżej listy ptaków i od 2016 roku siwuszka samotna nie jest przez nią osobno klasyfikowana. Wcześniej IUCN uznawała ją za gatunek krytycznie zagrożony (CR, Critically Endangered). W 2006 roku liczebność populacji szacowano na 50–249 dorosłych osobników, a jej trend uznawano za spadkowy ze względu na postępujące wylesianie. Zasięg występowania szacowano na zaledwie 19 km².